# Marvin Senger
Marvin Senger (* 6. Januar 2000 in Henstedt-Ulzburg) ist ein deutscher Fußballspieler.

## Karriere
Senger wurde beim SV Eichede, beim Hamburger SV sowie bei Eintracht Norderstedt ausgebildet und wechselte 2016 in die U17 des FC St. Pauli. Sowohl für die B- als auch für die A-Jugend war der Verteidiger in den jeweiligen Juniorenbundesligen aktiv, die U19 führte er als Stammspieler auch vereinzelt als stellvertretender Mannschaftskapitän aufs Feld. Nach seinem ersten Einsatz für die zweite Herrenmannschaft wurde Senger ab Sommer 2019 Stammkraft im Regionalligateam und konnte am Ende der Saison, die aufgrund der COVID-19-Pandemie vorzeitig abgebrochen wurde, 19 Saisonspiele verbuchen. Nachdem ihn Cheftrainer Jos Luhukay siebenmal in den Zweitligakader berufen hatte, stand der Abwehrspieler am 30. Spieltag beim 0:2 gegen den VfL Bochum als Teil der Viererkette in der Startelf und wurde nach 74 Minuten ausgewechselt. Bis zum Saisonende folgten zwei weitere Einsätze über die volle Spielzeit neben Leo Østigård sowie im Anschluss an die Spielzeit die Unterzeichnung eines bis Juni 2023 gültigen Profivertrags.
Am 1. Februar 2021 wurde Senger bis Ende der Saison 2020/21 an den Drittligisten 1. FC Kaiserslautern ausgeliehen. Nach der Saison einigten sich die Vereine erneut auf ein Leihgeschäft.
Im Sommer 2022 wechselte er zum MSV Duisburg.
Nach dem Drittliga-Abstieg vom MSV Duisburg wechselte Senger zum polnischen Fußball-Club FKS Stal Mielec. Das ist für ihn seine erste Fußball-Station im Ausland.

## Persönliches
Im Sommer 2019 absolvierte Senger erfolgreich seine Abiturprüfungen.